# 神田鯉花
神田 鯉花（かんだ りか、1994年4月19日 - ）は、日本講談協会、落語芸術協会に所属する講談師。三代目神田松鯉門下の二ツ目。本名∶西山 莉花。血液型O型。

## 経歴
愛媛県四国中央市金生町出身。川之江高等学校を経て、京都産業大学文化学部国際文化学科卒業。
2018年9月に三代目神田松鯉に入門。前座名「鯉花」。2019年2月に楽屋入り。
2023年2月より二ツ目昇進。落語芸術協会においても同年3月上席より、落語家の三遊亭美よしとともに二ツ目に昇進。

## 人物
- 趣味は、都立公園巡り、散歩、喫茶店巡り[2]。
- 好きな食べ物はイトメンのちゃんぽん、パン[2]。
- 好きな映像作家は石橋義正[2]。
- 居酒屋でアルバイトをしていた時、高齢の男性客に「講談も知らないのか」と絡まれ馬鹿にされたことに腹を立て、翌日お江戸上野広小路亭に行き神田松鯉の「笹川の花会」を聴いたのが入門のきっかけ[3]。

## 芸歴
- 2018年
  - 9月 - 三代目神田松鯉に入門。
- 2019年
  - 2月 - 楽屋入り。
- 2023年
  - 2月 - 日本講談協会において二ツ目昇進。
  - 3月 - 落語芸術協会において二ツ目昇進。